# 퇴직후 폐질상태가 확정된 군인에 대한 연금지급 사건
퇴직후 폐질상태가 확정된 군인에 대한 연금지급 사건(2010.6.24. 2008헌바128 [헌법불합치])은 대한민국의 헌법재판소 판례이다.

## 사실관계
청구인은 해병으로 입대하여 복무 중 선배 부사관들의 가혹행위로 외상후성 정신장애를 입고, 만기 전역한 이후 그 증세가 더욱 악화되었다. 청구인은 국방부장관에게 상이연금의 지급을 청구하였으나, '군복무 중 폐질상태로 되어 퇴직한 때에 해당하지 않는다'는 이유로 거부되었다. 이에 청구인은 위 거부처분의 취소를 구하는 소송을 제기하면서 군인연금법 제23조 제1항에 대하여 "퇴직 후 폐질상태에 이르게 된 군인을 상이연금 지급 대상에서 배제한 것은 인간다운 생활을 할 권리 및 평등권을 침해하고, 인간으로서의 존엄과 가치 및 행복추구권을 침해한다"고 주장하며 위헌법률심판 제청신청을 하였다가 기가되자 이 사건 헌법소원심판을 청구하였다.

## 이유

### 재판의 전제성
부진정 입법부작위의 경우에 해당한다. 이 사건 법률조항이 헌법에 위반되는지 여부는 당해 사건 재판의 결론 또는 주문에 영향을 미치는 것으로서 재판의 전제성이 인정된다.

### 상이연금수급권의 법적 성격 및 기본권 보장의 한계

##### 법적 성격
사회적 기본권 중의 하나인 사회보장수급권으로서의 성격을 가진다.

##### 기본권 보장의 한계
군인연금수급권은 사회적 기본권의 하나로 분류될 수 있지만 그 권리의 성격상 헌법규정만으로는 이를 실현할 수 없는 것으로, 법률에 의한 형성이 필요하고, 따라서 연금의 수급요건, 수급권자의 범위 및 급여금액 등 그 구체적인 내용은 법률에 의하여 비로소 확정되는 것이다. 입법자가 상이연금수급권자의 범위를 정함에 있어 어느 집단을 합리적인 이유 없이 포함시키지 아니하거나 연금수혜의 대상에서 제외하는 등 소극적이거나 불충분한 입법형성을 함으로써 입법재량의 한계를 일탈한 경우에는 그러한 흠결을 가진 입법 자체에 의하여 청구인의 사회적 기본권이나 평등권이 모두 침해될 수 있다.

##### 기본권의 경합
청구인은 주로 공무원연금법에서 정한 장해급여수급권의 혜택을 받는 일반 공무원과의 차별을 문제 삼고 있는 점 등을 고려해 볼 때 이 사건 법률조항이 헌법에 위반되는지 여부는 헌법 제11조 제1항의 평등원칙과 가장 밀접한 관계가 있다.

##### 평등원칙 위반 여부
완화된 심사기준인 자의금지 원칙을 적용한다.

##### 차별취급의 존부
공무원연금법의 적용을 받는 공무원과 군인연금법의 적용을 받는 군인은 이러한 측면에서 본질적인 차이가 없는 동일한 집단으로서 의미 있는 비교집단이 된다. 차별취급이 존재한다. 폐질상태가 확정된 시점과 관계없이, 폐질의 정도와 위험성, 퇴직 이후의 생활에 미치는 영향 및 보호할 만한 가치나 필요성 유무 등의 측면에서 볼 때 위 두 비교집단은 본질적으로 동일하다. 차별취급이 존재한다.

##### 차별취급에 대한 합리적 이유의 존부
일반 공무원과의 차별취급의 경우 그 차별을 정당화할 만한 합리적인 이유가 있는 것으로 보기 어렵다. 퇴직 이전 폐질상태가 확정된 군인과의 차별취급의 경우 그 차별을 정당화할 만한 합리적인 이유가 있는 것으로 보기 어렵다.

## 결론
헌법에 합치되지 아니한다.

## 참고 문헌
- 법률신문, 2010-06-24  공무상 질병 또는 부상으로 퇴직한 이후에 폐질상태가 확정된 군인에 대해 상이연금을 지급한다는 규정을 두지 아니한 군인연금법 제23조 제1항이 평등의 원칙에 반하여 위헌인지 여부(적극)[깨진 링크(과거 내용 찾기)]
- 한국법정 2011/10/19 대법원판례-제2부 사건 2008두18885 상이연금 지급거부처분취소
- 2011년 분야별 중요판례분석 (18) 군사법 법률신문 2012-07-26 임천영[깨진 링크(과거 내용 찾기)]

## 같이 보기
- 군인연금